# Amphicerus caenophradoides
Amphicerus caenophradoides är en skalbaggsart som först beskrevs av Pierre Lesne 1895.  Amphicerus caenophradoides ingår i släktet Amphicerus och familjen kapuschongbaggar. Inga underarter finns listade i Catalogue of Life.